# Gordo, calvo y bajito
Gordo, calvo y bajito es una película dramática animada para adultos colombiana de 2012 dirigida por Carlos Osuna, producida por Malta Cine, y escrita por Osuna, Juan Mauricio Ruiz y Carlos Andrés Reyes.

## Sinopsis
Antonio Farfán, funcionario en una Notaría, se encuentra frustrado en varios aspectos, como su trabajo y su vida personal, debido a su apariencia. Al ser gordo, calvo y bajito, es víctima de burlas y abusos, que lo hacen vivir en una cotidianidad aburrida y monótona. Con la llegada de un nuevo jefe, gordo, calvo, bajito, pero exitoso, Antonio tendrá la oportunidad de replantear la visión del mundo que se ha construido por su apariencia, enfrentando así sus miedos.

## Producción y Recibimiento
La película ganó la financiación del Fondo Para el Desarrollo Cinematográfico de Colombia, recibiendo un estímulo de producción de largometraje para finalización en digital, en 2009. Del Fonds Sud Cinema, de Francia, recibió un estímulo para finalización de largometrajes en 2011.
En 2010 recibió el premio por "mejor proyecto de largometraje", en el V Encuentro de Productores del Festival Internacional de Cine de Cartagena de Indias, Colombia.
Internacionalmente, ha sido bien recibida. De parte de Guadalajara Construye, recibió dos premios en el Festival Internacional de Cine de Guadalajara, el Premio Fix Comunicación, y el Premio Art Digital. Y ha participado en festivales como el Festival de Cine de Biarritz, Francia en 2011; el Free Spirit Competition en el Festival de Cine de Varsovia, Polonia 2011, La Habana, Bafici, Shanghái, Goa y Chicago, entre muchos otros. También hizo parte de la sección Animatopia del Festival Internacional de Cine de San Sebastián, que recogía lo mejor de la animación a nivel mundial durante los últimos veinte años.

## Reparto
- Álvaro Bayona
- Fernando Arévalo
- Julio Medina (actor)
- Jairo Camargo
- Ernesto Benjumea
- Nicolás Montero
- Sandra Reyes
- Marcela Mar
- Juan Manuel Combariza
- Elkin Díaz